# Aprilia RS Cube
(Jan Witteveen, 2015)
L'Aprilia RS Cube (nome reso graficamente come RS3, e talvolta trascritto semplicemente come RS3)  è un prototipo di motocicletta da competizione realizzata dalla casa motociclistica italiana Aprilia dal 2002 al 2004, per gareggiare nella classe MotoGP del motomondiale.
Prototipo caratterizzato da soluzioni tecniche molto evolute se non decisamente estreme per l'epoca, tuttavia ciò non bastò a fare della RS Cube un mezzo vincente, al contrario rimanendo ai margini del motociclismo sportivo d'inizio anni 2000: ciò nonostante viene riconosciuta a posteriori come pionieristica, sotto vari aspetti, nell'avere anticipato la strada tecnica intrapresa dal motomondiale nel decennio a seguire.

## Contesto
La RS Cube affonda le sue radici nella seconda metà degli anni 90 del XX secolo, quando Aprilia nutriva sempre più dubbi sulla sua RSW-2 500, progetto di bicilindrica a due tempi con cui la casa di Noale era impegnata dal 1994 nella classe 500 del motomondiale, senza tuttavia conseguire risultati di rilievo. Preso atto dell'impossibilità di competere concretamente contro le più prestazionali quattro cilindri giapponesi, già sul finire del 1996 il reparto corse della casa italiana, con a capo l'ingegnere olandese Jan Witteveen, si era indirizzato verso un nuovo mezzo a frazionamento quadricilindrico, approntando un prototipo su base MuZ Swissauto.
Tale moto, nota come RSW 500 V4, arrivò a uno stadio avanzato sul finire del 1999, con l'intento di farla debuttare in pista nella stagione 2001. Tuttavia questi piani vennero bruscamente frenati dal contemporaneo riassetto in atto nel motomondiale, con l'ufficializzazione dell'avvicendamento come categoria di riferimento, a partire dal 2002, tra le vecchie 500 cm³ a due tempi e le nuove MotoGP, ovvero prototipi a quattro tempi da 990 cm³: queste ultime, presto rivelatesi molto più veloci, avrebbero inizialmente convissuto in pista nella transitoria top class unificata per poi lasciare strada all'era MotoGP de facto già dal 2003.
Davanti alla prospettiva di utilizzare la RSW 500/4 per un'unica stagione nonché di rimanere in svantaggio rispetto alla concorrenza, sprecando energie e soldi nello sviluppo di una moto nata, in pratica, già obsoleta, Aprilia stoppò il progetto della futura mezzo litro – cosa che comportò anche il pensionamento della RSW-2 al termine del campionato 2000 e conseguente anno sabbatico di Noale nella classe regina – e virò sullo studio ex novo di un prototipo da MotoGP. Nacque così la RS Cube, svelata al Motor Show di Bologna nel dicembre 2001, con cui la casa italiana si presentò al via del motomondiale 2002.

## Tecnica
Nata sotto la supervisione del project leader Luigi Dall'Igna, la RS Cube sfruttava appieno il regolamento della neonata classe MotoGP, che permetteva molta libertà in fase progettuale. La casa di Noale presentò un prototipo dotato di un motore in linea a tre cilindri e quattro tempi, una scelta derivata dai progressivi vantaggi regolamentari di peso concessi ai motori con minore frazionamento; di contro, le unità con maggiore frazionamento erano afflitte dal più alto peso minimo imposto.
Il motore della RS Cube era considerato il più potente in pista in quel momento – dati ufficiosi parlarono di un limite di 330 km/h toccato in un test al Mugello d'inizio 2002 –, accreditato di un'erogazione di circa 240 CV (180 kW) che, nelle ultime evoluzioni poco prima di abbandonare il motomondiale, raggiunse i 260 CV (190 kW); numeri che la concorrenza, specificamente Honda e Ducati, eguaglierà solo un decennio più tardi.
L'adozione di un insolito propulsore tricilindrico, di derivazione Cosworth, fu una strada percorsa dalla sola Aprilia tra le case al debutto in MotoGP: una scelta fatta anche per staccarsi a livello d'immagine dalla filosofia progettuale delle rivali nipponiche, puntando su un motore nel solco della tradizione sportiva europea. Ciò portò il reparto corse di Noale a realizzare una motocicletta decisamente compatta e leggera, dagli ingombri molto simili a quelli di una vecchia mezzo litro. Onde scaricare a pieno su strada la grande potenza del motore, fu notevole – e in anticipo sui tempi – il ricorso all'elettronica, sfruttando tecnologie all'epoca ancora inesplorate nel mondo delle due ruote, anche mutuate dalle monoposto di Formula 1: è questo il caso del richiamo pneumatico delle valvole, ma similmente innovativi apparivano il comando del gas ride-by-wire e la frizione in carbonio.

## Carriera agonistica

### Stagione 2002

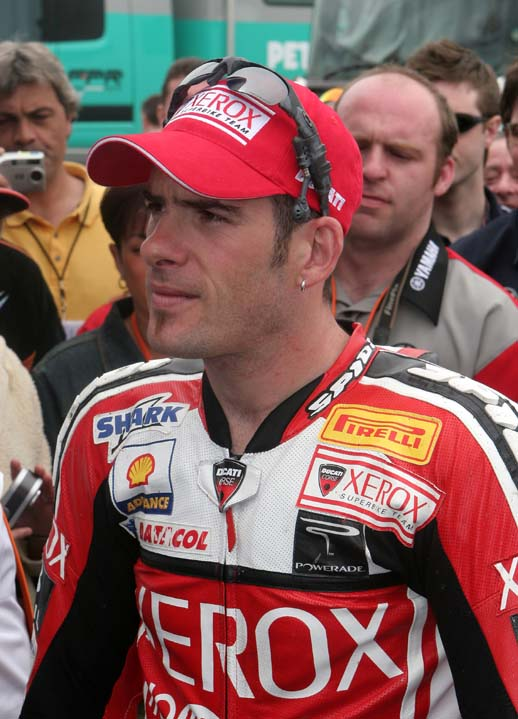
Régis Laconi (qui nel 2005) ha portato la RS Cube al debutto nella stagione 2002

Dopo essere stata portata in pista per la prima volta a fine gennaio 2002 sul circuito di Jerez de la Frontera e poi affidata per la fase di sviluppo al collaudatore Marcellino Lucchi, la RS Cube fece il suo debutto nel motomondiale 2002 guidata dal franco-italiano Régis Laconi, per quello che era nei programmi Aprilia come un anno di apprendistato e sviluppo senza particolari velleità di classifica. L'esordio assoluto in Giappone portò un ottavo posto che rimarrà il migliore risultato stagionale (poi eguagliato al Mugello) e che pareva avallare l'ottimisto della vigilia espresso sia dal presidente Ivano Beggio sia da Witteveen, con quest'ultimo che pronosticava una competitività Aprilia ai massimi livelli da metà campionato in poi.
Tuttavia nelle gare successive la moto italiana iniziò subito a mostrare le sue molte pecche: nonostante la grande potenza sprigionata dal suo tricilindrico, che la poneva sempre al vertice nelle classifiche della velocità di punta, nonché le sofisticate scelte tecniche, la RS Cube era afflitta da seri problemi di ciclistica (derivata da quella della RSW-2 500 di due stagioni addietro) che la rendevano una moto iperreattiva, difficile da domare all'avantreno e da tenere alla corda in curva, limitandone pesantemente la guidabilità; altresì non pagarono le scelte di puntare su un tre cilindri per ragioni di peso, che a conti fatti diede vantaggi nulli, e soprattutto di affidarsi in esclusiva a gomme Dunlop, meno prestazionali delle rivali Michelin usate dal resto dello schieramento e incapaci di gestire la potenza scaturita dal motore – anche per via dei pochi ed embrionali sistemi di controllo della trazione all'epoca disponibili. La RS Cube chiuse molte gare negli ultimi posti o addirittura ritirata, con lo stesso Laconi rallentato da persistenti dolori alle gambe a causa del difficile stile di guida da adottare.

### Stagione 2003
In vista del 2003 Aprilia cercò di porre rimedio alla difficile stagione d'esordio della RS Cube realizzandone una cosiddetta versione evolution, dotata di un nuovo telaio costruito con una diversa geometria; venne anche incrementata la potenza del motore e limato qualche chilo al peso complessivo del mezzo, ottenendo così una moto più potente e leggera. Si registrò inoltre il passaggio a pneumatici Michelin e, cosa più rilevante a livello aziendale, la chiusura del progetto RSV Mille nel campionato mondiale Superbike onde convogliare tutte le risorse del reparto corse in MotoGP. Aprilia schierò quest'anno due moto, chiamando a guidarle quotati piloti quali lo statunitense Colin Edwards, due volte iridato tra le derivate di serie, e il giapponese Noriyuki Haga ereditato dalla disciolta squadra Superbike.

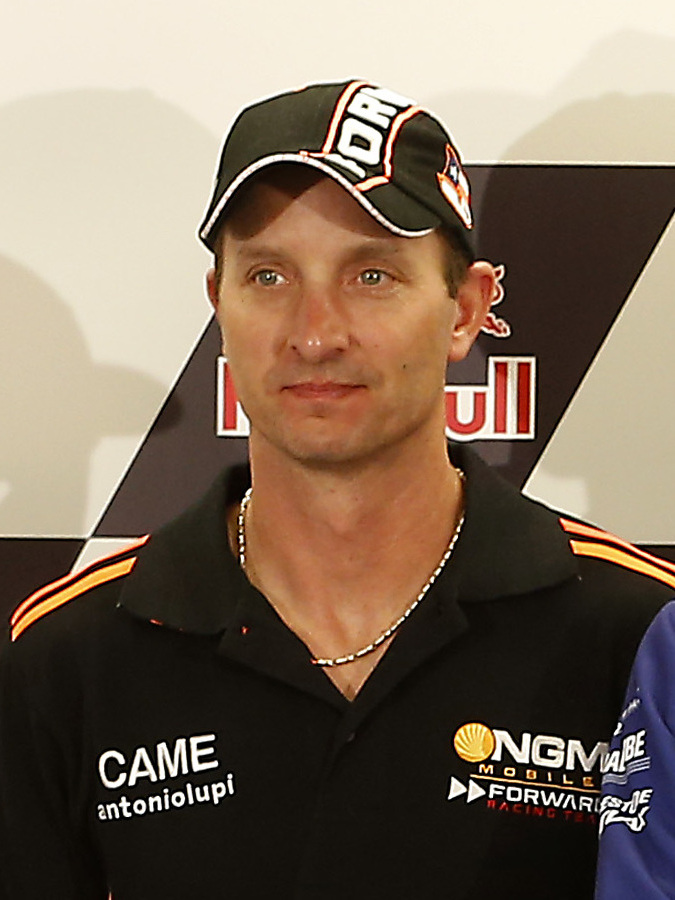
Colin Edwards (qui nel 2014) ha ottenuto il migliore risultato per la RS Cube con il sesto posto di Suzuka nel campionato 2003

Alla luce del grande sforzo economico per migliorare il mezzo, garantito in larga parte dal nuovo e munifico sponsor, Alice, l'obiettivo di Noale per la nuova stagione era di portare la RS Cube a lottare nel gruppo dei primi. Si ripeté invece il copione dell'anno precedente: Edwards incominciò in maniera positiva con un sesto posto a Suzuka, migliore risultato stagionale di Aprilia – e che rimarrà il migliore nella storia del prototipo –, ma presto la moto tornò a riproporre i suoi soliti problemi, relegando i due piloti a gare di ripiego a metà classifica. Edwards e Haga, con quest'ultimo che ottenne come migliore piazzamento un settimo posto a Donington, caddero ben ventotto volte nel corso della stagione: in particolare il texano fu protagonista di un pauroso incidente nelle prove del Sachsenring, costretto a gettarsi dalla moto in fiamme per via di una fuoriuscita di carburante dal serbatoio, mentre il nipponico spesso non vide la bandiera a scacchi.
Al termine di un'annata pur chiusa da Aprilia al quarto posto tra i costruttori, davanti tra le altre a Suzuki e Kawasaki, i risultati della RS Cube non poterono che essere considerati ancora deludenti a fronte dell'investimento sostenuto.

### Stagione 2004
Nonostante le delusioni raccolte fino a quel momento, Aprilia decise di dare seguito al progetto RS Cube anche per il 2004, schierando un nuovo prototipo rivisto in oltre duecento elementi e portato in pista stavolta sotto le insegne pubblicitarie della MS. I manubri vennero affidati al navigato nordirlandese Jeremy McWilliams, veterano del motomondiale e già pilota della RSW-2 500, e all'esordiente britannico Shane Byrne proveniente dal British Superbike Championship.
La stagione non fu diversa da quanto visto fin lì: la moto non riuscì mai a mostrare significativi miglioramenti durante l'anno, peggiorando se possibile i risultati del precedente biennio. Ancora più travagliata fu la situazione dei piloti: se McWilliams chiuse il campionato senza mai lasciare le ultime posizioni, Byrne, il cui decimo posto in Italia rappresentò il migliore piazzamento in stagione della RS Cube, fu vittima di un incidente in prova a Brno e sostituito da Michel Fabrizio, proveniente dalla Harris-WCM; l'italiano incappò a sua volta in un infortunio in Portogallo, tant'è che per le ultime gare della stagione venne frettolosamente ingaggiato l'australiano Garry McCoy, da tempo appiedato. Questo si rivelò il campionato più negativo per la RS Cube, che non riuscì mai ad avvicinare i prototipi delle altre case ufficiali, lasciandosi dietro nel mondiale costruttori soltanto le piccole e artigianali Proton KR, Harris-WCM e Moriwaki.
A fronte di un simile ruolino, Aprilia si ritirò dalla MotoGP a fine stagione, chiudendo dopo tre anni un progetto RS Cube che a posteriori rischiò di portare la casa di Noale sull'orlo del fallimento. Proprio nel 2004, infatti, Beggio era stato costretto a cedere l'azienda di famiglia a Piaggio onde garantirle un futuro: tra le prime decisioni della nuova proprietà, ci fu proprio il taglio all'attività in top class alla luce della netta sproporzione tra gli ingenti investimenti fatti e i pressoché nulli risultati ottenuti, sia a livello sportivo sia d'immagine.
L'eredità della RS Cube in casa Aprilia sarà raccolta un decennio più tardi dalla RS-GP.